# Somen Banerjee
Pour les articles homonymes, voir Banerjee.
Somen « Steve » Banerjee (bengali : সোমেন বন্দোপাধ্যায়), né le 8 octobre 1946 et mort le 23 octobre 1994, est un entrepreneur indien et cofondateur de Chippendales.  

## Biographie
Somen Barnjee est né à Bombay, en Inde, dans une famille d'imprimeurs. Il choisit cependant le surnom « Steve » et quitte l'Inde pour l'Amérique vers 1970. Il vit un temps au Canada avant de déménager à Playa Del Rey, en Californie.
Après avoir exploité une station-service Mobil et un club de backgammon, Banerjee achète une boîte de nuit de Los Angeles en faillite appelée "Destiny II" et la transforme en strip club. En 1979, il décide de l'ajout d'une troupe de strip-teaseurs masculins se produisant pour cibler un public féminin, ce qui est alors une première aux États-Unis. Banerjee s'associe alors avec Paul Snider (en) (mari et éventuel tueur de Dorothy Stratten) et Bruce Nahin pour diriger cette troupe, qu'ils appellent Chippendales. 
Banerjee est ensuite accusé d'avoir eu recours à la violence pour conserver son emprise sur les Chippendales. Il aurait ainsi engagé un homme appelé Ray Colon, en 1990 et 1991, pour l'aider à tuer Michael Fullington, un ancien danseur et chorégraphe des Chippendales, et deux autres danseurs ex-Chippendales, qui, selon Banerjee, étaient en concurrence pour la franchise Chippendales. Il est également inculpé pour avoir orchestré le meurtre en 1987 de son ancien partenaire Nick De Noia. Finalement, il aurait eu l'intention de faire assassiner son partenaire Bruce Nahin.  
Arrêté, il plaide finalement coupable pour tentative d'incendie criminel, racket et meurtre contre rémunération. Il conclut une négociation de peine de 26 ans de prison, associée à la perte de sa part de la société mère des Chippendales (Nahin conservant sa part) et à la perte de la plupart de son patrimoine immobilier. 
Le 23 octobre 1994, Banerjee est retrouvé mort dans sa cellule, pendu avec ses draps. Même si les autorités le savaient déprimé, ils n'auraient pas suspecté un risque de suicide.

## Représentation à l'écran
L'acteur Naveen Andrews joue son rôle dans le téléfilm The Chippendales Murder (2000).  
Banerjee a été l'objet d'un épisode de The FBI Files (en) (Saison 3, Episode 13). 
La mini-série Welcome to Chippendales (2022), diffusée sur la plateforme Hulu, retrace la vie et la carrière de Somen Banerjee. Le personnage principal est joué par Kumail Nanjiani.